# Provincia escolapia de Aragón
La Provincia escolapia de Aragón se crea en 1742 al dividirse en dos la Provincia escolapia de España: la Provincia escolapia de Aragón y la Viceprovincia escolapia de Cataluña.
La Provincia de Aragón ha sido lo que los escolapios definen como Provincia Madre pues de ella nacieron las de Castilla (1754), Valencia (1833), Vasconia (1933) y la Provincia de Argentina en 1964. Entre sus casas, la Provincia de Aragón cuenta con la de Peralta de la Sal, cuna del fundador de la orden, creada en 1695. De la Provincia de Aragón dependió la Viceprovincia de Nueva York-Puerto Rico, la cual se unió en 2011 con la Provincia de Estados Unidos formando así  la nueva Provincia de Estados Unidos – Puerto Rico. También dependía el Vicariato Provincial de Camerún.
La Agencia Estatal de Meteorología, creada por  Real Decreto de 1887 que daba cuenta de la creación en España del Instituto Central Meteorológico, con la finalidad de que pudiera 

"calcular y anunciar el tiempo probable a los puertos y capitales de provincia, sin perjuicio de los demás trabajos científicos y prácticos que se le encomienden".

concedió a las Escuelas Pías de Aragón un galardón especial; 

"en reconocimiento a su trabajo de vanguardia en el estudio, predicción y divulgación de los datos atmosféricos, así como en la enseñanza de esta ciencia".

Desaparece el 31 de diciembre de 2012, fusionándose con la recién creada provincia escolapia de Emaús.